# Sphaerium rivicola
Sphaerium rivicola е вид мида от семейство Sphaeriidae.

## Разпространение
Видът е разпространен в Австрия, Беларус, Белгия, Босна и Херцеговина, България, Великобритания, Германия, Грузия, Европейска част на Русия, Естония, Латвия, Лихтенщайн, Люксембург, Молдова, Нидерландия, Полша, Румъния, Словакия, Словения, Сърбия, Турция, Украйна, Унгария, Франция, Чехия и Швейцария.